# La Chingada (Veracruz)
La Chingada es una localidad del municipio de Perote, en el estado de Veracruz, México. A pesar del predominio de la expresión "hijo de la chingada" y de los comandos de ir allá dados a las personas de quienes groseramente se despiden, solo tiene 7 mil habitantes.